# 대손충당금
대손충당금(貸損充當金, Allowance for Doubtful Account)이란 회수불능채권을 공제하기 위해 사용하는 회계 계정이다. 간단히 말해, 돈을 빌려주었는데 돌려받지 못할 것으로 예상되는 경우, 추후에 돌려받을 수도 있고 떼일 수도 있지만 현 시점에서는 떼인 것으로 잠정 간주하고 대손충당금 항목에 넣는 방식으로 사용한다. 즉 회수 불능으로 추산하는 금액이 들어가는 계정으로, 이는 금융기관이나 대부업의 회계처리에서 중요한 계정이기도 하다.

## 설정 방법
- 대손충당금의 계정 이름은 그냥 ‘대손충당금’이며 대변에 잔액이 남는다.
- 대손충당금을 설정하면 해당 금액은 채권 계정에서 차감하는 것이 아니라 ‘대손상각비’라는 비용 계정을 함께 설정하여 처리한다.
- 이미 대손충당금이 설정되어 있는 경우
  - 새로 설정한 대손충당금이 기존의 대손충당금 잔액보다 큰 경우는 그 차액만큼을 계산한다.
  - 새로 설정한 대손충당금과 기존의 대손충당금 잔액이 서로 일치할 경우는 분개를 할 필요가 없다.
  - 새로 설정한 대손충당금이 기존의 대손충당금 잔액보다 작은 경우는 그 차액만큼 대손충당금에서 차감하고, 차감된 금액은 ‘대손충당금환입’이라는 마이너스 비용(수익) 계정으로 이연한다.
- 대여금 등 비매출채권에 대한 대손상각비는 ‘기타의대손상각비’ 계정으로 처리한다.
- 일반적으로, 대손충당금 설정은 결산시에 한다.

## 예시
- 총 외상매출금 2,000,000원에 대해 10%의 대손을 예상하다.

위 거래를 아래 경우에 따라 분개해 보면 다음과 같다.
| 대손충당금 잔액 | 분개                                                  |
| --------------- | ----------------------------------------------------- |
| 없음            | (차) 대손상각비 200,000 / (대) 대손충당금 200,000     |
| 100,000         | (차) 대손상각비 100,000 / (대) 대손충당금 100,000     |
| 200,000         | 분개 없음.                                            |
| 300,000         | (차) 대손충당금 100,000 / (대) 대손충당금환입 100,000 |

## 대손 발생 시
대손이 발생하면 대손충당금이 얼마만큼 설정되어 있느냐에 따라 분개는 달라진다.
- 대손충당금이 없으면: (차) 대손상각비 / (대) 매출채권
- 대손충당금이 있으면: (차) 대손충당금 / (대) 매출채권

단, 설정되어 있는 대손충당금보다 대손액이 더 많을 경우에는 대손충당금 전액을 소멸시키고 남은 금액을 대손상각비로 처리한다.
또한, 대손으로 처리된 채권이 회수되는 경우도 있다. 이 때는 대손처리 당시 차변에 분개했던 계정(대손충당금, 대손상각비)을 대변에 같은 금액만큼 다시 기입하고 차변에는 회수된 자금의 형태(현금 등)를 기입하는 형식으로 분개를 해서 대손상각을 취소시킨다. 전기에 대손처리하였던 외상매출금이 회수되었을 때에는 대손처리 시 차감했던 계정이 대손충당금인지 대손상각비인지를 따지지 않고 일단 대손충당금의 증가로 분개한 뒤 결산 시 부족하거나 남는 잔액을 대손상각비 혹은 대손충당금환입으로 조정한다.
예를 들어,
1. A상회의 외상매출금 50,000원이 회수 불능되다. 단, 대손충당금은 30,000원이 설정되어 있다.
2. 상기의 채권을 현금으로 회수하여 즉시 당좌예입하다.
3. 전기에 대손 처리된 B상회의 외상매출금 30,000원을 현금으로 회수하다.

이런 경우 아래와 같이 분개가 된다.
1. (차) 대손충당금 30,000 · 대손상각비 20,000 / (대) 외상매출금 50,000
2. (차) 당좌예금 50,000 / (대) 대손충당금 30,000 · 대손상각비 20,000
3. (차) 현금 30,000 / (대) 대손충당금 30,000

## 참고 문헌
1. ↑  경영의 흐름이 보이는 회계, 야마네 다카시, 비즈니스북스, 2005